# José Ruiz Farrona
José Ruiz Farrona (n. 1887) va ser militar espanyol que va lluitar en la Guerra Civil Espanyola.

## Biografia
Nascut el 2 d'octubre de 1887 a Valverde de Mérida, va ser militar professional i va pertànyer a l'arma d'infanteria. Va arribar a ser membre de la maçoneria, en la qual es va iniciar el 1928. El juliol del 1936 es trobava a Badajoz destinat en el Regiment «Castilla» n. 3, amb el rang de comandant.
Conegut per la seva militància esquerrana, després de l'esclat de la Guerra civil es va mantenir fidel a la República i al costat d'altres oficials va impedir que la guarnició de Badajoz s'unís a la revolta. Durant les primeres setmanes de la contesa va arribar a manar una columna de milicians —la «Columna d'operacions d'Extremadura»— en els fronts d'Extremadura i Centre. Durant aquest període Ruiz Farrona va instal·lar el seu centre d'operacions a la localitat de Castuera. Posteriorment ascendiria al rang de tinent coronel. Al desembre de 1936 va ser nomenat comandant de la 63a Brigada Mixta, agregada a la «Agrupació de forces del Tajo-Extremadura». Uns mesos després, al juny va assumir el comandament de la 37a Divisió, unitat que va manar al març de 1938. També va exercir breument el comandament del VII Cos d'Exèrcit, al setembre de 1937.
Al final de la contesa va ser capturat pels franquistes, i fou empresonat. El 1940 va ser jutjat per un tribunal militar sota l'acusació d'«adhesió a la rebel·lió militar» i condemnat a mort, si bé la pena li seria commutada per la de trenta anys de reclusió. També fou expulsat de l'Exèrcit.